# Baci salati
Baci salati è un film italiano del 2012, diretto da Antonio Zeta.

## Trama
Anni '60: un giovane conduttore radiofonico trova la via del successo grazie a un concorso canoro per voci nuove, corroborato da uno scopo benevolo.

## Commento
Ambientato negli anni '60, ruota intorno a uno stabilimento balneare. Ci sono il represso tormentato dalla moglie, la ricca tradita dal marito nullafacente, la zitella sognatrice, un gruppo di giovani ribollenti di ormoni. Uno zibaldone corale che esala grandi desideri e dimenticabili avventure: da Marino Girolami ai Vanzina, aggiunge uno scorcio siciliano al cinema da spiaggia.